# Stefano Agostini (cyclisme)
Pour les articles homonymes, voir Agostini et Stefano Agostini.
Stefano Agostini (né le 3 janvier 1989 à Udine dans la région du Frioul-Vénétie Julienne en Italie) est un coureur cycliste italien.

## Biographie
En 2010, Stefano Agostini est champion d'Italie sur route espoirs. Il participe aux championnats du monde sur route où il se classe onzième de la course en ligne des moins de 23 ans.
Il signe pour la saison 2012 dans l'équipe italienne Liquigas-Cannondale.
Le 20 septembre 2013, il est suspendu provisoirement par l'UCI pour un test positif au clostebol lors d'un contrôle hors compétition datant du 21 août 2013.
Le 9 avril 2014, il écrit une lettre qui dénonce la rigidité du système antidopage qui « ne fait pas de différence même lorsque les circonstances inviteraient à distinguer des cas comme le mien des « vrais » cas de prise de produits dopants ». Il annonce la fin de sa carrière cycliste, découragé. Une suspension de 15 mois du coureur est annoncée par l'UCI. Cette suspension commence à la date du contrôle positif et se termine le 20 novembre 2014.

## Palmarès et classements mondiaux

### Palmarès
| - 2006 - 2e étape des Tre Ciclistica Bresciana - 2007 - Coppa Montes - Brescia-Monte Magno - 2e étape des Tre Ciclistica Bresciana - 2009 - 3e de l'Astico-Brenta - 2010 - Champion d'Italie sur route espoirs - Trophée de la ville de San Vendemiano - Grand Prix Colli Rovescalesi - 2e de Bassano-Monte Grappa | - 2011 - Mémorial Angelo Fumagalli - Coppa Città di Lonigo - Trophée Matteotti espoirs - 4e et 7e étapes du Girobio - 2e du Trofeo Sportivi di Briga - 3e de la Coppa Cicogna - 3e du Girobio |  |

### Classements mondiaux
| Année           | 2009 | 2010 | 2011 |
| --------------- | ---- | ---- | ---- |
| UCI Europe Tour | 829e | 376e | 275e |